# Włościbórz (Dygowo)
Włościbórz (deutsch Lustebuhr) ist ein Dorf in der Woiwodschaft Westpommern in Polen. Es gehört zur Gmina Dygowo (Landgemeinde Degow) im Powiat Kołobrzeski (Powiat Kolberg).

## Geographische Lage
Das Dorf liegt in Hinterpommern, etwa 110 Kilometer nordöstlich von Stettin und etwa 15 Kilometer südöstlich von Kołobrzeg (Kolberg). 
Der nächste Nachbarort ist im Osten, gut 1 Kilometer entfernt, das Dorf Piotrowice (Peterfitz). Die Persante fließt in gut 1 Kilometer Entfernung. 

## Geschichte
Das Dorf wurde erstmals im Jahre 1276 erwähnt, als Hermann von Gleichen, Bischof von Cammin, die Einkünfte der Kolberger Domherrenstellen ordnete. Das Dorf gehörte, unter dem Namen Vloztibure, zu den zwölf Orten, die der 2. Domherrenstelle zugewiesen wurden, ebenso wie das Nachbardorf Peterfitz. Der Ortsname dürfte slawischer Herkunft sein, mit dem Namensbestandteil „bor“ für (Kiefern-)Wald. 
Aus dem Jahre 1374 ist ein Streit der Brüder Dominikus, Stephan und Slavmar von Lustebuhr mit dem Domkapitel über eine Wiese und einen See namens Lake überliefert. Dieser Streit wurde zunächst beigelegt, aber im Jahre 1381 durch die neuen Besitzer von Lustebuhr, zwei Brüder aus dem pommerschen Adelsgeschlecht Ramel, noch einmal aufgenommen.
Auf der Lubinschen Karte von 1618 ist das Dorf als Lusterbur eingetragen, allerdings fälschlich am rechten Ufer der Persante. 
Im Besitz von Angehörigen der Familie Ramel blieb Lustebuhr bis in die Mitte des 18. Jahrhunderts. 1738 oder 1748 wurde Lustebuhr an den Geheimen Justizrat Heinrich von Broich verkauft. Nach dessen Tod im Jahre 1780 ging Lustebuhr in rascher Folge durch mehrere Hände. 
In Ludwig Wilhelm Brüggemanns Ausführlicher Beschreibung des gegenwärtigen Zustandes des Königlich-Preußischen Herzogtums Vor- und Hinterpommern (1784) ist Lustebuhr unter den adligen Gütern des Fürstentums Cammin aufgeführt. In Lustebuhr gab es damals neben dem Gutsbetrieb eine Schäferei, eine „Verwalterey“ bei der Fähre über den Fluss Persante (siehe den Wohnplatz Fähre), eine Wassermühle, die Hypkemühle genannt, und fünf Bauernstellen, insgesamt 14 Haushaltungen („Feuerstellen“).
Später wurden die Bauernstellen aufgehoben und Lustebuhr wurde ein reines Gutsdorf, was es bis 1945 blieb. 
1820 erwarb Carl Heinrich von Kameke Lustebuhr. Im Besitz von Angehörigen der Familie Kameke blieb Lustebuhr dann bis Ende des 19. Jahrhunderts. Letzter Besitzer von Lustebuhr war bis 1945 Joachim von Rümker.
1915 erhielt Lustebuhr Bahnanschluss durch die Bahnstrecke Lübchow-Lustebuhr der Kolberger Kleinbahn. Die Strecke ist heute abgebaut. 
Lustebuhr bildete ab Mitte des 19. Jahrhunderts einen eigenen Gutsbezirk mit einer Fläche von ca. 916 Hektar. Zum Gut Lustebuhr gehörten die Wohnplätze Fähre und Hypkenmühle. Lustebuhr gehörte zunächst zum Kreis Fürstenthum und kam bei dessen Auflösung im Jahre 1871 zum Kreis Colberg-Cörlin. Mit der Auflösung der Gutsbezirke in Preußen wurde Lustebuhr im Jahre 1928 in die Gemeinde Peterfitz eingemeindet. Bis 1945 bildete Lustebuhr dann einen Wohnplatz in der Gemeinde Peterfitz und gehörte mit dieser zum Kreis Kolberg-Körlin.
Nach dem Zweiten Weltkrieg kam Lustebuhr, wie ganz Hinterpommern, an Polen. Es erhielt den polnischen Ortsnamen Włościbórz.

## Entwicklung der Einwohnerzahlen
- 1816: 149 Einwohner[5]
- 1864: 229 Einwohner[5]
- 1885: 221 Einwohner[5]
- 1905: 252 Einwohner[5]
- 1925: 243 Einwohner[5]

## Persönlichkeiten: Söhne und Töchter des Ortes
- Albrecht von Kameke (1831–1897), deutscher Gutsbesitzer und Politiker
- Karl Firzlaff (1846–1912), deutscher Bauunternehmer und Politiker
- Felix Otto von Kameke (1858–1930), deutscher Verwaltungsbeamter und stellvertretender Vorsitzender des Staatsrats in Danzig